# Bad Schönau
Die Gemeinde Bad Schönau ist eine Gemeinde und Kurort im Bezirk Wiener Neustadt in Niederösterreich mit 738 Einwohnern (Stand 1. Jänner 2025).

## Geografie
Bad Schönau liegt in der Buckligen Welt, dem südöstlichsten Teil des niederösterreichischen Industrieviertels, im Tal des Zöbernbaches.
Die Fläche der Gemeinde umfasst 13,59 km², etwa 41 % der Fläche sind bewaldet.

### Gemeindegliederung
Das Gemeindegebiet umfasst folgende sieben Ortschaften (in Klammern Einwohnerzahl Stand 1. Jänner 2025):
- Almen (23)
- Bad Schönau (499)
- Leitenviertel (44)
- Maierhöfen (114)
- Schlägen (22)
- Schützenkasten (21)
- Wenigreith (15)

Die Gemeinde besteht aus der einzigen Katastralgemeinde Schönau im Gebirge.

### Nachbargemeinden
|          |                                             |                                   |
| Krumbach | Kompassrose, die auf Nachbargemeinden zeigt | Kirchschlag in der Buckligen Welt |
|          | Hochneukirchen-Gschaidt                     |                                   |

## Geschichte
Vor Christi Geburt war das Gebiet Teil des keltischen Königreiches Noricum und gehörte zur Umgebung der keltischen Höhensiedlung Burg auf dem Schwarzenbacher Burgberg.
Später unter den Römern lag das heutige Bad Schönau dann in der Provinz Pannonia.
Das frühere Schönau im Gebirge wurde nach einem Gemeinderatsbeschluss 1954 in Bad Schönau umbenannt. Auf die kohlensäurehaltigen Heilquellen für das heutige Bad wurde man im Jahr 1950 aufmerksam, da nicht nur Wasser, sondern Kohlensäuregas, also Kohlendioxid einmalig in Ostösterreich frei austritt. Ähnliche Therapien mit Trockengasbädern werden in Franzensbad in Tschechien durchgeführt.

### Bevölkerungsentwicklung
| Bad Schönau: Einwohnerzahlen von 1869 bis 2025      | Bad Schönau: Einwohnerzahlen von 1869 bis 2025 | Bad Schönau: Einwohnerzahlen von 1869 bis 2025 | Bad Schönau: Einwohnerzahlen von 1869 bis 2025 | Bad Schönau: Einwohnerzahlen von 1869 bis 2025 |
| --------------------------------------------------- | ---------------------------------------------- | ---------------------------------------------- | ---------------------------------------------- | ---------------------------------------------- |
| Jahr                                                |                                                |                                                |                                                | Einwohner                                      |
| 1869                                                | 1869                                           |                                                | 653                                            | 653                                            |
| 1880                                                | 1880                                           |                                                | 669                                            | 669                                            |
| 1890                                                | 1890                                           |                                                | 589                                            | 589                                            |
| 1900                                                | 1900                                           |                                                | 563                                            | 563                                            |
| 1910                                                | 1910                                           |                                                | 609                                            | 609                                            |
| 1923                                                | 1923                                           |                                                | 605                                            | 605                                            |
| 1934                                                | 1934                                           |                                                | 576                                            | 576                                            |
| 1939                                                | 1939                                           |                                                | 564                                            | 564                                            |
| 1951                                                | 1951                                           |                                                | 594                                            | 594                                            |
| 1961                                                | 1961                                           |                                                | 614                                            | 614                                            |
| 1971                                                | 1971                                           |                                                | 659                                            | 659                                            |
| 1981                                                | 1981                                           |                                                | 729                                            | 729                                            |
| 1991                                                | 1991                                           |                                                | 711                                            | 711                                            |
| 2001                                                | 2001                                           |                                                | 725                                            | 725                                            |
| 2011                                                | 2011                                           |                                                | 757                                            | 757                                            |
| 2021                                                | 2021                                           |                                                | 742                                            | 742                                            |
| 2025                                                | 2025                                           |                                                | 738                                            | 738                                            |
| Quelle(n): Statistik Austria, Gebietsstand 1.1.2021 |                                                |                                                |                                                |                                                |

### Religion

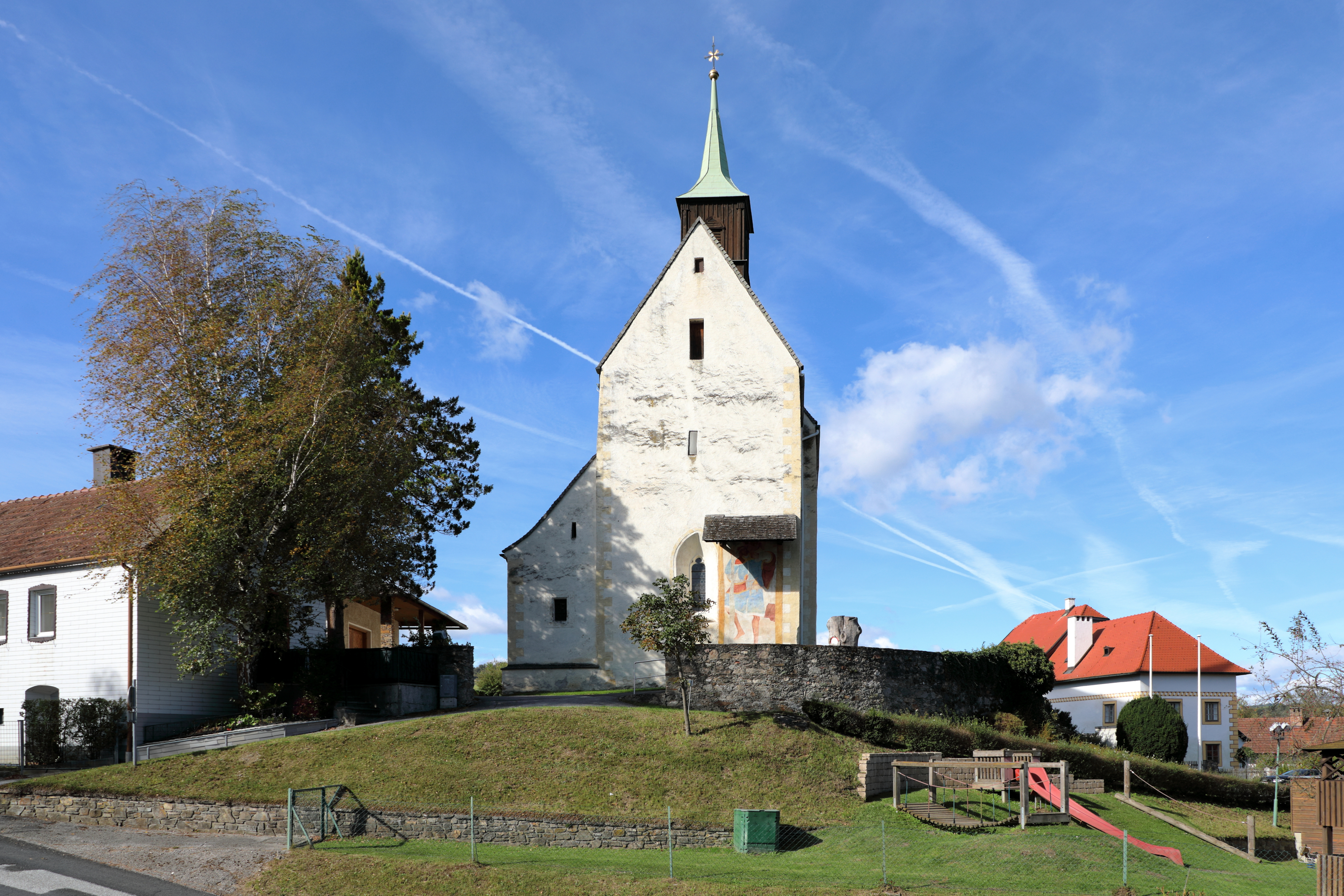
Alte Pfarrkirche von Bad Schönau

Nach den Daten der Volkszählung 2001 waren:
- 95,4 % der Einwohner römisch-katholisch,
- 1,4 % evangelisch,
- 1,0 % Muslime,
- 0,3 % gehörten orthodoxen Kirchen an,
- 1,5 % der Bevölkerung hatten kein religiöses Bekenntnis.

## Kultur und Sehenswürdigkeiten

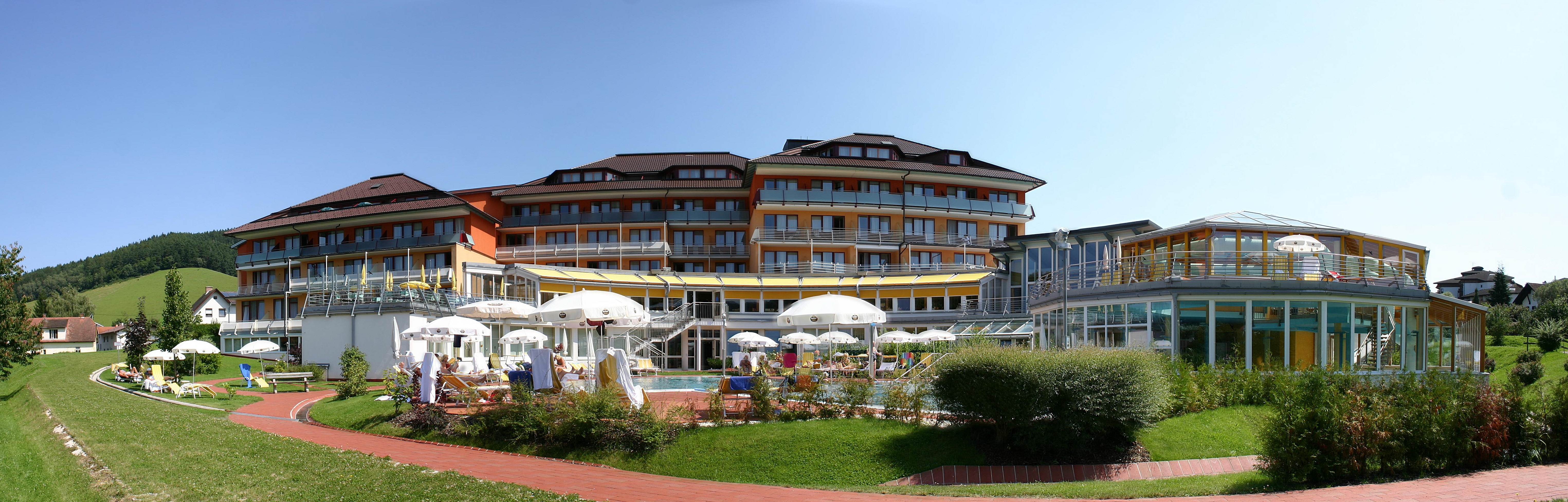
Das Kurhotel „Zum Landsknecht“ ist eine von mehreren Kuranstalten im Ort

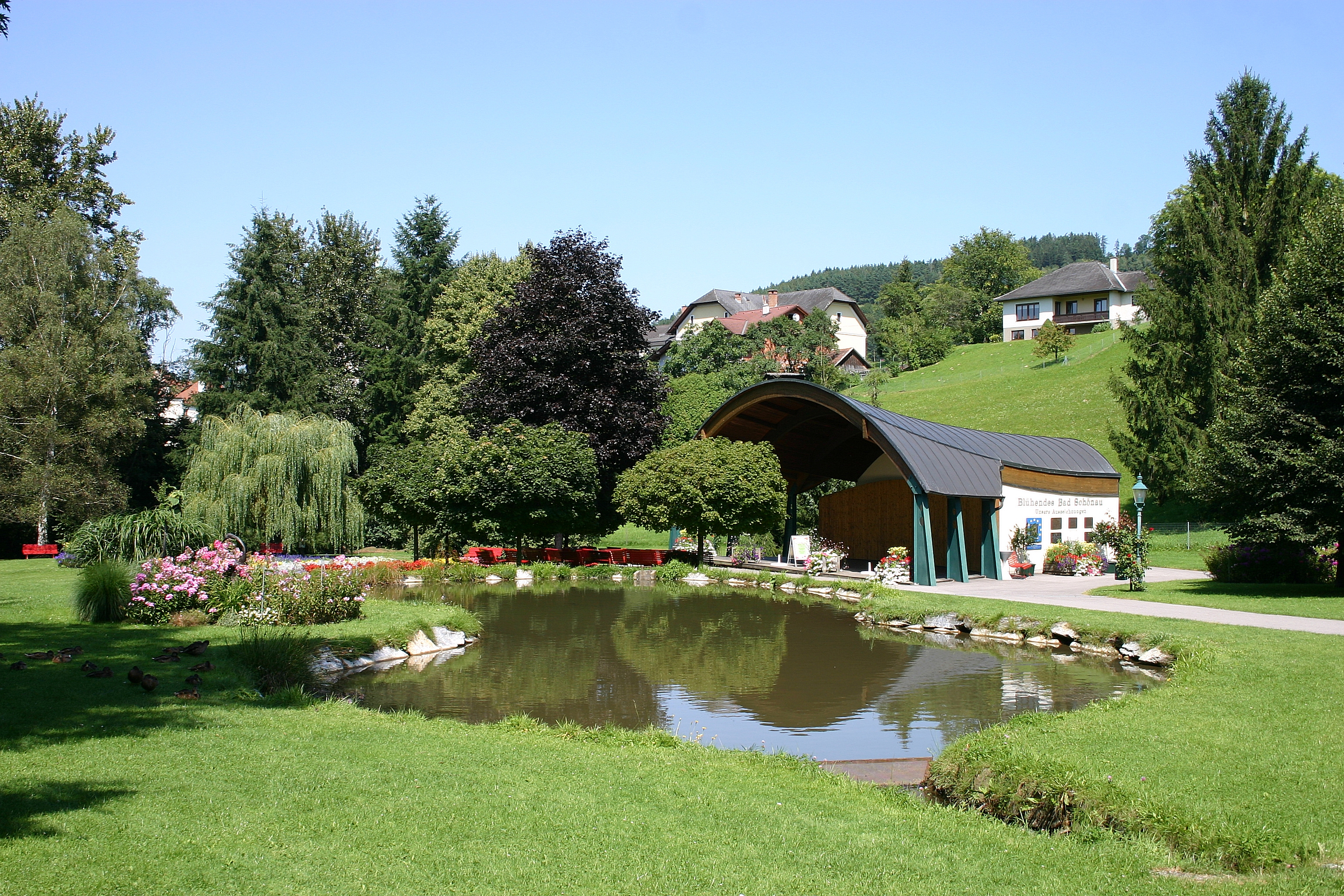
Kurpark mit Musikpavillon

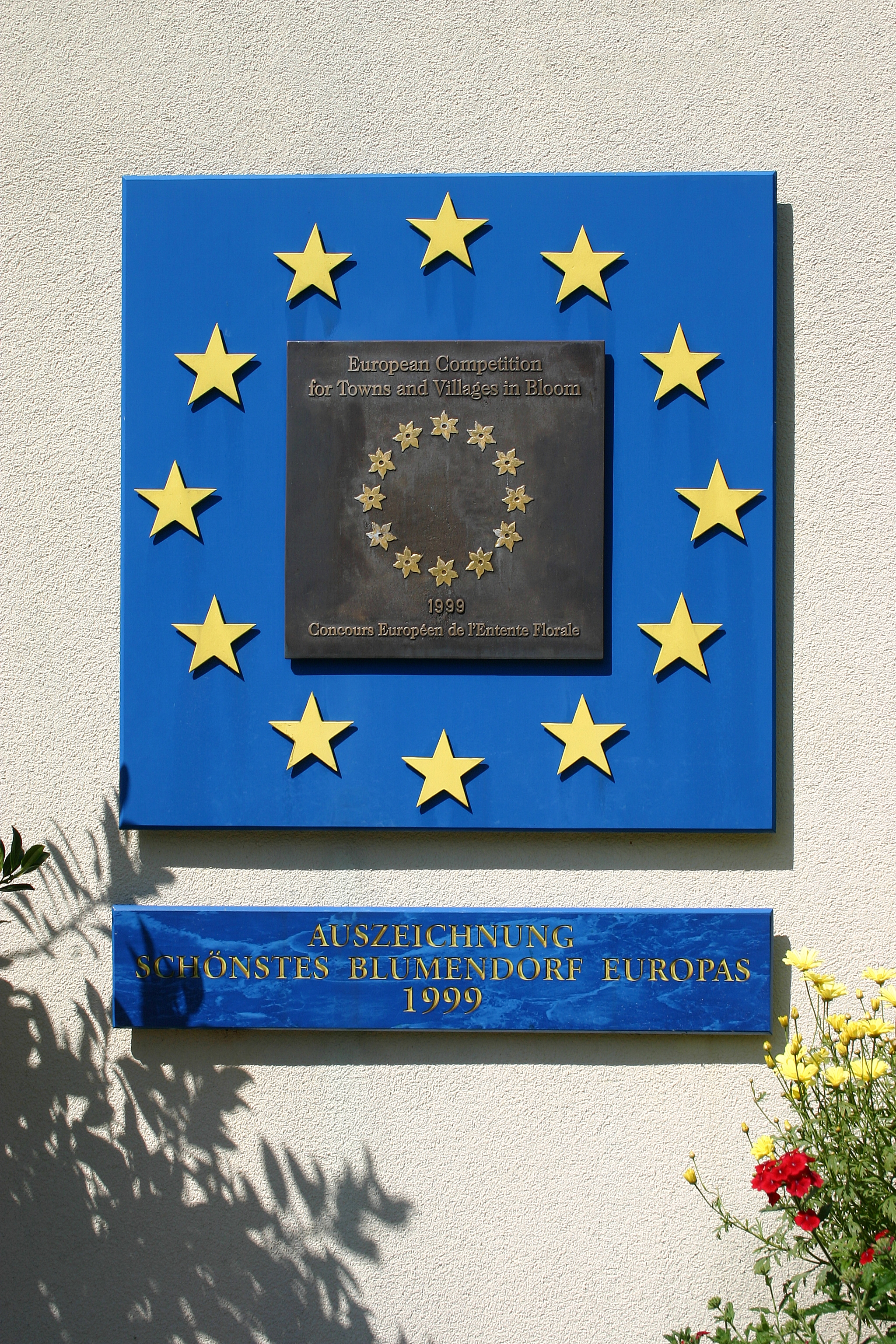
Auszeichnung als Europa-Blumendorf 1999

- Katholische Pfarrkirche Bad Schönau Hll. Peter und Paul
- Pfarrhof (ehemaliges „Festes Haus“)
- Kurpark
- Blumenuhr

- Im Rahmen des europäischen Wettbewerbes Entente Florale Europe wurde Bad Schönau 1999 mit einer Goldmedaille in der Kategorie Dorf ausgezeichnet.[4]

## Wirtschaft und Infrastruktur
Im Jahr 2001 gab es 38 nichtlandwirtschaftliche Arbeitsstätten, 53 land- und forstwirtschaftliche Betriebe nach der Erhebung 1999. Die Zahl der Erwerbstätigen am Wohnort nach der Volkszählung 2001 betrug 335, die Erwerbsquote lag 2001 bei 47 %.
Bad Schönau hat mehrere Kurhotels, die Badbenutzung und Behandlungen mit kohlensäurehaltigem Wasser anbieten. Das nächste öffentliche Schwimmbad ist in Krumbach (Niederösterreich).

### Öffentliche Einrichtungen
In Bad Schönau befindet sich eine Volksschule.

## Politik

### Gemeinderat
Der Gemeinderat hat 15 Mitglieder.

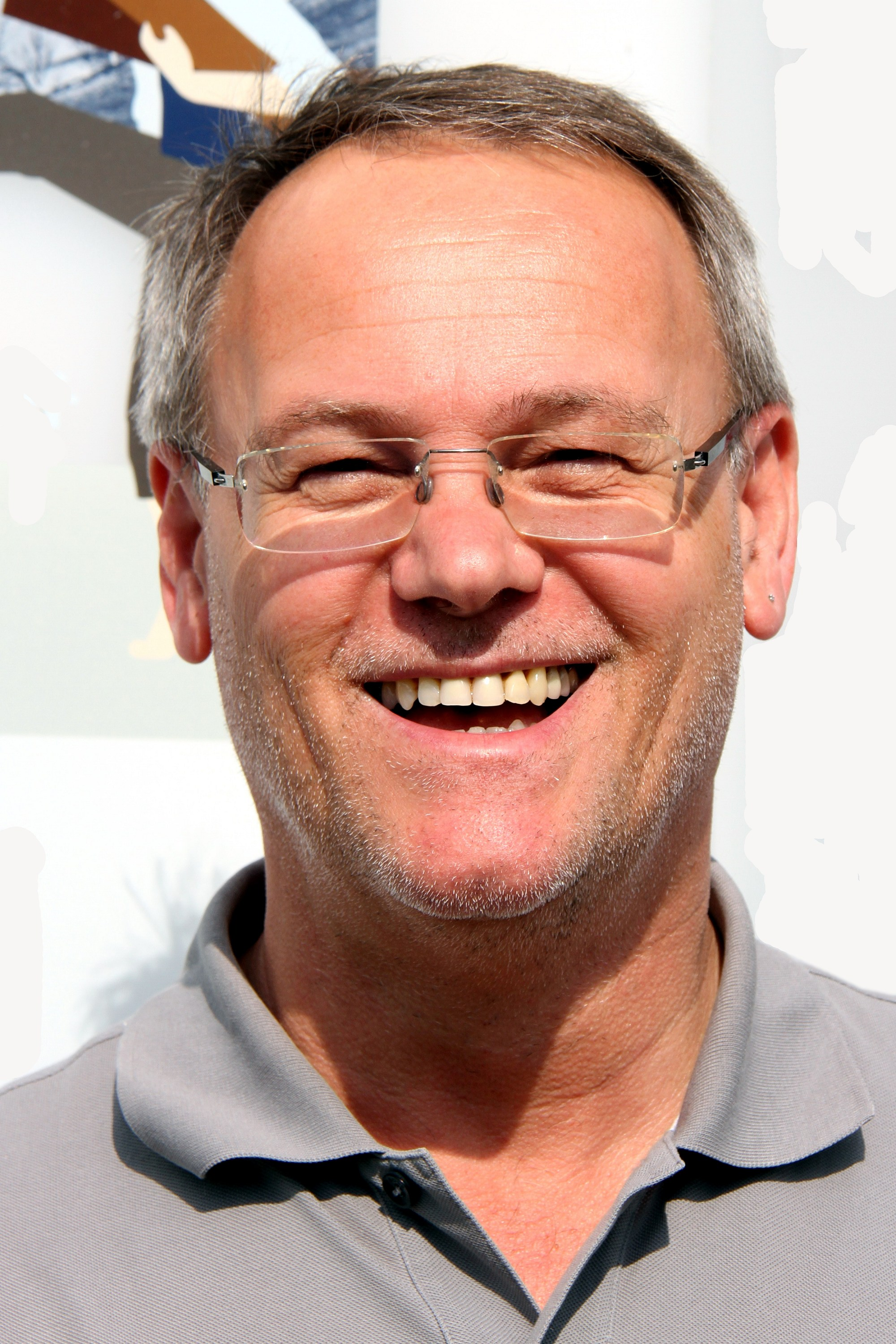
Bürgermeister Ferdinand Schwarz

- Mit den Gemeinderatswahlen in Niederösterreich 1990 hatte der Gemeinderat folgende Verteilung: 12 ÖVP, und 3 SPÖ.
- Mit den Gemeinderatswahlen in Niederösterreich 1995 hatte der Gemeinderat folgende Verteilung: 12 ÖVP, 2 SPÖ, und 1 FPÖ.[6]
- Mit den Gemeinderatswahlen in Niederösterreich 2000 hatte der Gemeinderat folgende Verteilung: 10 ÖVP, 3 SPÖ, und 2 Unabhängige Bürgerliste Bad Schönau.[7]
- Mit den Gemeinderatswahlen in Niederösterreich 2005 hatte der Gemeinderat folgende Verteilung: 10 ÖVP, 3 Unabhängige Bürgerliste Bad Schönau, und 2 SPÖ.[8]
- Mit den Gemeinderatswahlen in Niederösterreich 2010 hatte der Gemeinderat folgende Verteilung: 10 ÖVP, 4 Unabhängige Bürgerliste Bad Schönau, und 1 SPÖ.[9]
- Mit den Gemeinderatswahlen in Niederösterreich 2015 hatte der Gemeinderat folgende Verteilung: 11 ÖVP, und 4 Unabhängige Bürgerliste Bad Schönau.[10]
- Mit den Gemeinderatswahlen in Niederösterreich 2020 hatte der Gemeinderat folgende Verteilung: 14 ÖVP und 1 FPÖ.[11]
- Mit den Gemeinderatswahlen in Niederösterreich 2025 hat der Gemeinderat folgende Verteilung: 13 ÖVP und 2 FPÖ.[12]

### Bürgermeister
Bürgermeister seit 1945 waren:
- 1945–1970 Peter Glöckel
- 1971–1981 Anton Ungerböck
- 1981–1990 Kurt Gneist
- 1990–2007 Robert Prossegger
- 2007–2010 Josef Riegler
- seit 2010 Ferdinand Schwarz (ÖVP)[14][15]

### Wappen
Blasonierung:
„In einem goldenen Schild ein roter Pfahl, belegt mit einem silbernen blauen Brunnen, aus welchem eine silberne, mit Luftblasen durchsetzte Wasserfontäne emporsteigt.“
Das Wappen wurde 1975 verliehen und soll auf die Kohlensäure-Thermalquelle hinweisen.